# Аделькі Негрі
Аде́лькі Не́грі (італ. Adelchi Negri, у російськомовних джерелах іноді неправильно Адельчі Негрі; 2 серпня 1876, Перуджа, Королівство Італія — 19 лютого 1912, Павія, Королівство Італія) — італійський патолог, який виявив при сказі у певних структурах головного мозку характерні тільки для цієї хвороби патоморфологічні утворення, які надалі назвали тільцями Негрі.

## Біографія
Народився в сім'ї директора магістерських шкіл, неаполітанця за походженням Рафаеле Негрі та Емілії Альмічі. Слідом за частими переїздами батька, сім'я мандрувала з одного міста в інше: Ареццо, Верчеллі, Фано, Масса, Катандзаро, Неаполь, проводячи свої свята в Брешії, в Коккайо, на дачі матері. Отримавши в 1894 році почесну ліцензію середньої школи Арнальдо в Брешії, він переїхав до Павії, щоб поступити в медичний університет, відвідуючи студентську лабораторію загальної патології під керівництвом Камілло Гольджі. Аделькі вивчав медицину та хірургію в університеті Павії до 1900 року, де став повноцінним учнем, а пізніше помічником професора Гольджі.
Через п'ять років по тому він став викладачем кафедри загальної патології, а в 1909 році був призначений професором бактеріології, ставши таким чином першим офіційним викладачем цієї навчальної дисципліни в університеті Павії. Він став надзвичайним професором у 1910 році.

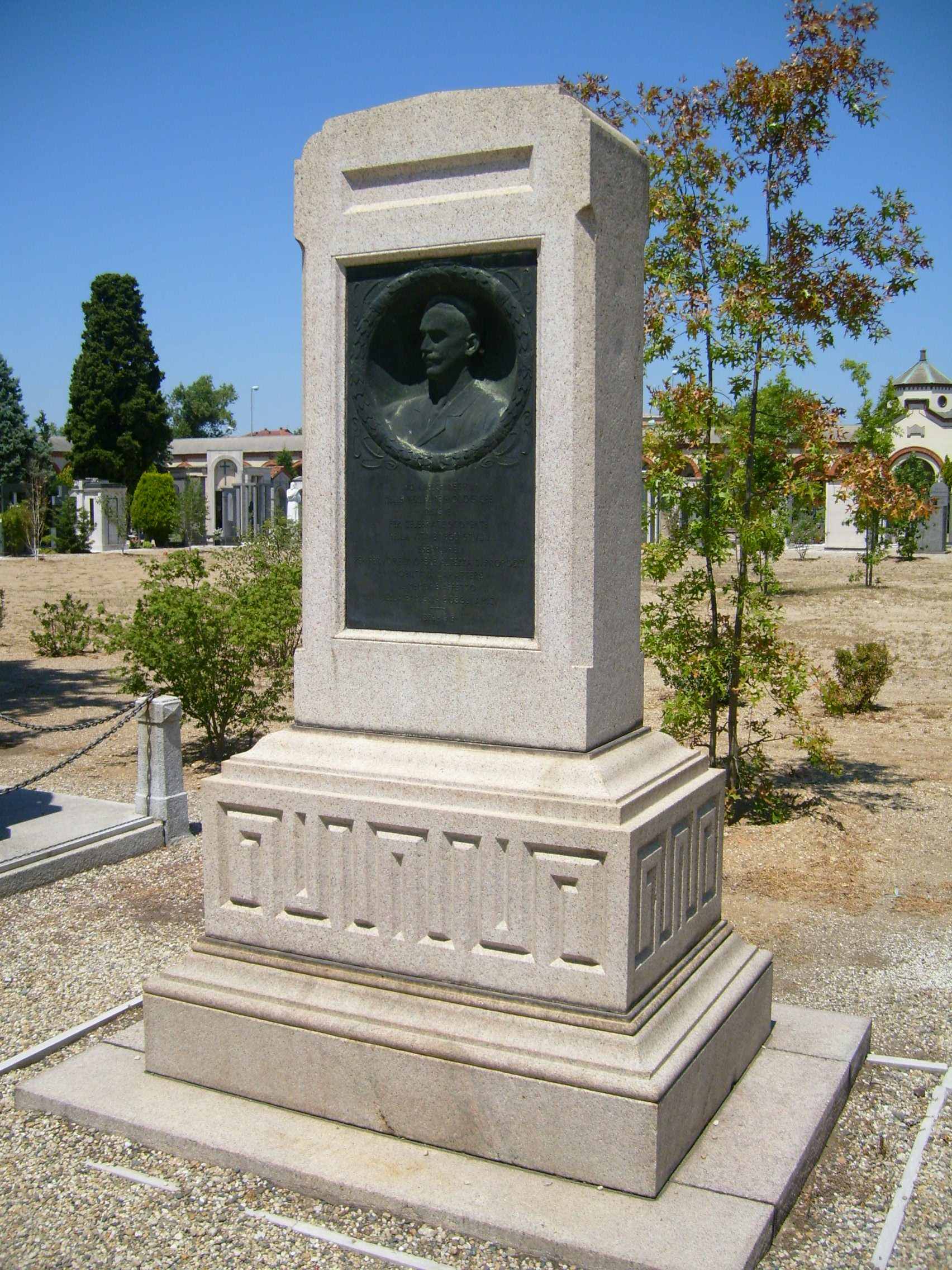
Пам'ятник на могилі Аделькі Негрі на цвинтарі у Павії.

Негрі провів ґрунтовні дослідження в області гістології, гематології, цитології, протозоології та гігієни. Його ранні дослідження були присвячені проблемам гематології («Sulla genesi delle piastrine nei vertebrati ovipari» // Bollettino della Società medico-chirurgica di Pavia, XIV [1899], pp. 21-32; «Nuove osservazioni sulla struttura dei globuli rossi», там же, pp. 109—112; «Über die Persistenz des Kernes in den roten Blutkörperchen erwachsener Säugetiere», // Anatomischen Anzeiger, XVI [1899], 2, pp. 33-38).
Його ім'я пов'язане з відкриттям у 1903 році патоморфологічних утворень — тілець при сказі, названих надалі тільцями Негрі (Corpi di Negri) на його честь, цитоплазматичними включеннями, що містяться в клітинах Пуркін'є мозочка тварин та людей, що хворіють на сказ. Дослідження почалися приблизно в 1902 році, коли проблеми етіології сказу все ще здавалися далеко невирішеними. Молодий вчений присвятив себе пошукам будь-яких типових невропатологічних змін, почавши працювати на кролях, інфікованих вакцинним вірусом, а згодом потім переніс дослідження на собак, використавши дикий (вуличний) вірус. Виявивши деякі своєрідні утворення всередині нервових клітин, він сформулював гіпотезу, що ці тільця були чужими для клітин. Після довгої серії дослідів він повідомив про свої результати, також висунувши при цьому помилкову гіпотезу про те, що етіологічний агент сказу належить до найпростіших. Через кілька місяців Пауль Ремлінже (1871—1964) в Імператорському інституті бактеріології Константинополя продемонстрував, що етіологічний агент сказу не був найпростішим, а фільтрованим вірусом. Через кілька місяців Негрі описав технічні стандарти, які слід використовувати для діагностичних цілей. Виявлення цих тілець мало велике практичне застосування, що дозволяло швидко визначити (протягом декількох годин, в той час як біологічний метод тривав близько двох тижнів) наявність сказу у тварини, яка здійснила укус, а отже, негайно проводити профілактичні заходи. Метод швидко поширився у всі антирабічні заклади світу.
Негрі продемонстрував у 1906 році, що вакцина проти натуральної віспи, відома на той час як «вірус вакцини», або «variola vaccinae», також є фільтрованим вірусом. Проводив дослідження з шигельозу під час епідемії хвороби у Павії в 1906 році. Протягом останньої частини своєї кар'єри він зацікавився малярією і працював на тим, як викорінити її з Ломбардії, зокрема, відстоюючи необхідність проведення меліоративних заходів для цього.
У 1906 році Негрі одружився з колегою Ліною Луццані, яка віддано йому допомагала у його роботі, особливо під час погіршення здоров'я. Через шість років, у віці тридцяти п'яти, він помер від туберкульозу кісток. Похований на цвинтарі Павії поряд зі своїм вчителем Камілло Гольджі, який заповів його поховати біля учня, що й було зроблено у 1926 році, по смерті Гольджі.